# Губернатор Камеруна

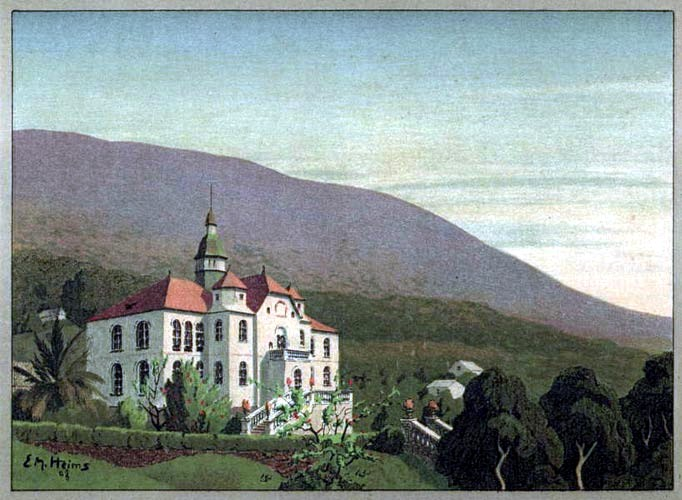
Резиденция губернатора Камеруна в Буэа. 1909 год.

С 1884 по 1916 года́ Камерун являлся колонией Германской империи. Правительство колонии состояло из губернатора и гражданских служащих. Первым временным представителем Германской империи на территории колонии был рейхскомиссар Максимилиан Бухнер, который управлял колонией с 14 июля 1884 по 17 мая 1885 года.
В феврале 1916 года, во время Первой мировой войны, остатки германских колониальных войск, находившихся под командованием последнего губернатора Камеруна Карла Эбермайера, отошли в Испанскую Гвинею, откуда в 1919 году были отправлены в Мадрид.

## Рейхскоммисары
| Фото | Губернатор         | Начало срока  | Конец срока   | Примечание                       |
| ---- | ------------------ | ------------- | ------------- | -------------------------------- |
|      | Густав Нахтигаль   | 14 июля 1884  | 19 июля 1884  |                                  |
|      | Максимилиан Бухнер | 19 июля 1884  | 1 апреля 1885 | временно исполняющий обязанности |
|      | Эдуард фон Кнорр   | 1 апреля 1885 | 4 июля 1885   | временно исполняющий обязанности |

## Губернаторы
| Фото | Губернатор                         | Начало срока    | Конец срока      | Примечание                                                                 |
| ---- | ---------------------------------- | --------------- | ---------------- | -------------------------------------------------------------------------- |
|      | Юлиус фрайхерр фон Зоден           | 4 июля 1885     | 14 февраля 1891  |                                                                            |
|      | Йеско фон Путткамер                | 13 мая 1887     | 4 октября 1887   | первично; временно исполняющий обязанности                                 |
|      | Ойген фон Циммерер                 | 4 октября 1887  | 17 января 1888   | первично; временно исполняющий обязанности                                 |
|      | Ойген фон Циммерер                 | 26 декабря 1889 | 17 апреля 1890   | вторично; временно исполняющий обязанности                                 |
|      | Иоахим фон Пфайль                  | 17 апреля 1890  | 3 августа 1890   | временно исполняющий обязанности                                           |
|      | Курц                               | 3 августа 1890  | 14 августа 1890  | временно исполняющий обязанности                                           |
|      | Йеско фон Путткамер                | 14 августа 1890 | 2 декабря 1890   | вторично; временно исполняющий обязанности                                 |
|      | Карл Теодор Генрих Лейст           | 2 декабря 1890  | 15 апреля 1891   | первично; временно исполняющий обязанности; врио Зодена до 14 декабря 1891 |
|      | Ойген фон Циммерер                 | 15 апреля 1891  | 13 августа 1895  |                                                                            |
|      | Бруно фон Шукман                   | 7 августа 1891  | 5 января 1892    | временно исполняющий обязанности                                           |
|      | Карл Теодор Генрих Лейст           | 27 июня 1893    | 24 февраля 1894  | вторично; временно исполняющий обязанности                                 |
|      | Йеско фон Путткамер                | 31 декабря 1894 | 27 марта 1895    | третий раз; временно исполняющий обязанности                               |
|      | фон Люке                           | 28 марта 1895   | 4 мая 1895       | временно исполняющий обязанности                                           |
|      | Йеско фон Путткамер                | 13 августа 1895 | 9 мая 1907       |                                                                            |
|      | Теодор Зайц                        | 27 октября 1895 | 10 сентября 1897 | первично; временно исполняющий обязанности                                 |
|      | Теодор Зайц                        | 12 января 1898  | 13 октября 1898  | вторично; временно исполняющий обязанности                                 |
|      | Август Кёлер                       | 17 января 1900  | 31 августа 1900  | временно исполняющий обязанности                                           |
|      | Диль                               | 1 августа 1900  | 6 сентября 1900  | временно исполняющий обязанности                                           |
|      | Ольтвиг Вильгельм Адольф фон Кампц | 6 сентября 1900 | 15 ноября 1900   | временно исполняющий обязанности                                           |
|      | Альберт Плен                       | 3 февраля 1902  | 3 октября 1902   | временно исполняющий обязанности                                           |
|      | Каро Эбермайер                     | 9 мая 1904      | 8 ноября 1904    | временно исполняющий обязанности                                           |
|      | Отто Глайм                         | 9 ноября 1904   | 31 января 1905   | первично; временно исполняющий обязанности                                 |
|      | Франц Людвиг Вильгельм Мюллер      | январь 1906     | ноябрь 1906      | временно исполняющий обязанности                                           |
|      | Отто Глайм                         | ноябрь 1906     | 9 мая 1907       | вторично; временно исполняющий обязанности                                 |
|      | Теодор Зайц                        | 9 мая 1907      | 27 августа 1910  |                                                                            |
|      | Ханзен                             | 10 февраля 1909 | октябрь 1909     | первично; временно исполняющий обязанности                                 |
|      | Отто Глайм                         | 28 августа 1910 | 29 января 1912   |                                                                            |
|      | Штайнхаузен                        | август 1910     | сентябрь 1910    | временно исполняющий обязанности                                           |
|      | Нанзен                             | сентябрь 1910   | 25 октября 1910  | вторично; временно исполняющий обязанности                                 |
|      | Ханзен                             | октябрь 1911    | 29 января 1912   | третий раз; временно исполняющий обязанности                               |
|      | Карл Эбермайер                     | 29 января 1912  | 1916/1919        |                                                                            |
|      | Фулл                               | 9 октября 1913  | 1914             | временно исполняющий обязанности                                           |